# 1973年の自転車競技
1973年の自転車競技についてまとめる。

## 主なできごと
- エディ・メルクス、4連覇中だったツール・ド・フランスに不参加。初参加となったブエルタ・ア・エスパーニャとジロ・デ・イタリアに出場し、いずれも総合優勝。同一年度におけるブエルタ、ジロの総合優勝例は史上初。加えてメルクスは、ジロ・デ・イタリアにおいて、全区間総合首位の「完全優勝」を達成。
- エディ・メルクス、レオン・ウア以来、79年ぶりとなるリエージュ〜バストーニュ〜リエージュ3連覇達成。
- エリック・デ・フラミンク、シクロクロス世界選手権・プロ部門6連覇。
- タマラ・ガルコウチナ、世界選手権・女子個人追い抜き4連覇。
- 高松宮賜杯競輪が高松宮杯競輪に名称変更。さらに当年の同大会より、出場選手を東西に分けて予選を行う、「東西対抗戦方式」を採用。
- 競輪で、古田泰久（4月8日の高知競輪場）、吉田実（8月24日の甲子園競輪場）がそれぞれ通算1000勝を達成。

## 主な成績

### ロードレース
- ブエルタ・ア・エスパーニャ：4月26日〜5月13日
  - 総合優勝：エディ・メルクス（ ベルギー、モルテニ） 84時間40分50秒
  - ポイント賞：エディ・メルクス（ ベルギー）
  - 山岳賞：ホセ・ルイス・アビリェイラ（ スペイン）
- ジロ・デ・イタリア：5月18日〜6月9日
  - 総合優勝：エディ・メルクス（ ベルギー、モルテニ） 106時間54分41秒
  - ポイント賞：エディ・メルクス（ ベルギー）
  - 山岳賞：ホセ・マヌエル・フエンテ（ スペイン）
- ツール・ド・フランス：6月30日〜7月22日
  - 総合優勝：ルイス・オカーニャ（ スペイン、Bic） 122時間25分34秒
  - ポイント賞：ヘルマン・ファン・スプリンヘル（ ベルギー）
  - ポイント賞：ペドロ・トレス（ スペイン）
- 世界選手権・プロロードレース：9月2日、 スペイン・モンジュイク
  - 優勝：フェリーチェ・ジモンディ（ イタリア） 6時間31分26秒
- ミラノ〜サンレモ：3月19日
  - 優勝：ロジェ・デ・フラミンク（ ベルギー）
- ロンド・ファン・フラーンデレン：4月1日
  - 優勝：エリック・ルマン（ ベルギー）
- パリ〜ルーベ：4月15日
  - 優勝：エディ・メルクス（ ベルギー）
- リエージュ〜バストーニュ〜リエージュ：4月22日
  - 優勝：エディ・メルクス（ ベルギー）
- ジロ・ディ・ロンバルディア：10月13日
  - 優勝：フェリーチェ・ジモンディ（ イタリア）
- スーパープレスティージュ
  - 優勝：エディ・メルクス（ ベルギー）

### トラックレース

#### 競輪
- 日本選手権競輪：決勝日・3月20日 西武園競輪場
  - 優勝：阿部道（宮城）
- 高松宮杯競輪：決勝日・6月5日 大津びわこ競輪場
  - 優勝：太田義夫（千葉）
- オールスター競輪：決勝日・10月24日 高松競輪場
  - 優勝：福島正幸（群馬）
- 競輪祭：競輪王戦決勝日・12月3日、新人王戦決勝日・11月26日 小倉競輪場
  - 全日本競輪王戦優勝：福島正幸（群馬）
  - 全日本新人王戦優勝：国持一洋（静岡）
- 賞金王：阿部道（宮城）- 35,937,630円

### シクロクロス
- 世界選手権自転車競技大会： イギリス・ロンドン
  - プロ優勝：エリック・デ・フラミンク（ ベルギー）

## 誕生
- 1月22日 - 渡邉大吾 ( 日本、競輪選手)
- 1月27日 - ホセ・ルイス・ルビエラ ( スペイン、ロードレース選手)
- 3月3日 - ロマーンス・ヴァインシュタインス ( ソビエト連邦→ ラトビア、ロードレース選手)
- 3月7日 - ローラン・ガネ ( フランス、トラックレース選手)
- 6月29日 - ジョージ・ヒンカピー ( アメリカ合衆国、ロードレース選手)
- 7月30日 - 渡邉晴智 ( 日本、競輪選手)
- 8月11日 - クリスティン・アームストロング ( アメリカ合衆国、女子ロードレース選手)
- 8月12日 - ホセバ・ベロキ ( スペイン、ロードレース選手)
- 9月3日 - ジェイソン・マッカートニー ( アメリカ合衆国、ロードレース選手)
- 9月16日 - アレクサンドル・ヴィノクロフ ( ソビエト連邦→ カザフスタン、ロードレース選手)
- 11月1日 - イゴル・ゴンサレス・デ・ガルデアノ ( スペイン、ロードレース選手)

## 死去
- 月日不明 - 川室競 ( 日本、ロードレース選手、*1892年)